# Hornblower (série télévisée)
Pour les articles homonymes, voir Horatio Hornblower.
Hornblower est une série télévisée britannique en huit téléfilms de 120 minutes, basée sur les romans de C. S. Forester et son personnage de fiction Horatio Hornblower, un officier de la Royal Navy durant la Révolution française et les guerres napoléoniennes, diffusée entre 1998 et 2003 sur ITV.
La série est produite par Meridian Broadcasting et diffusée initialement de 1998 à 2003 sur la chaine britannique ITV ; la série sera ensuite diffusée (sous le titre Horatio Hornblower) sur la chaîne américaine A&E. Le rôle principal est tenu par l'acteur Ioan Gruffudd.

## Synopsis
L'histoire se passe au temps des guerres napoléoniennes. Un jeune et brillant officier anglais s'illustre dans la marine. Son ingéniosité, sa bravoure, son sens de la ruse sont à l'honneur.
Au nombre des ruses employées, on notera celle de combattre les Français sous leur propre drapeau.

## Distribution
- Ioan Gruffudd : Horatio Hornblower
- Jamie Bamber : Enseigne/Lieutenant Archie Kennedy
- Robert Lindsay : Sir Edward Pellew
- Paul McGann : Lieutenant Bush
- David Warner : Capitaine Sawyer
- Sean Gilder : Styles

## Épisodes
1. titre français inconnu (The Even Chance) (US: The Duel) (1998)
2. titre français inconnu (The Examination for Lieutenant) (US: The Fire Ships) (1998)
3. titre français inconnu (The Duchess and the Devil) (1999)
4. titre français inconnu (The Frogs and the Lobsters) (US: The Wrong War) (1999)
5. titre français inconnu (Mutiny) (2002)
6. titre français inconnu (Retribution) (2002)
7. titre français inconnu (Loyalty) (2003)
8. titre français inconnu (Duty) (2003)